# システムダイナミクス
システムダイナミクス（英語：system dynamics）とは、1956年にマサチューセッツ工科大学のジェイ・フォレスターにより開発された、シミュレーション手法。はじめは企業行動のシミュレーションを念頭にインダストリアルダイナミックスという名前で始まり、都市計画を扱うアーバンダイナミックスなども生まれ、その後、整理統合されてシステムダイナミックスとなった。

## システムダイナミックスの現状
現在のシステムダイナミックスでは、図式でモデルの要素間因果関係を記して、ソフトウェアにより数値シミュレーションモデルを自動生成する。要素間の関係を把握しやすく、個々の理解している問題現象や因果関係をダイレクトにモデルにできる。
その特徴から、実験や広域的な俯瞰が困難である社会システム（ビジネス・政策など）のシミュレーションモデルを作ることに適している。
欧米では初等・中等教育からこのような考え方を身につけさせ、局所思考だけではなく大局的な思考が可能な人材を輩出することを狙っている。

## メカトロシステムへの応用
身近な応用事例として、システム内の従来個別に扱われてきた分野(機械-電機-熱-流体)を１つのシステムとして数値シミュレーションモデルを作成する方法がある。図式としてはボンドグラフと呼ばれるものがあり、岐路(Junction）と要素(Element）を使いエネルギーフロー記載する方法がある。これをソルバーにより数値的に解くことにより、系の方程式が得られる。電気回路から梁の曲げの様な離散システムの解析も可能である。

## システムズシンキングとの関連
システムダイナミックスでは、最終的にコンピュータで数値シミュレーションを行い、将来予測や考察対象の特徴把握を行う。これに対して、システムダイナミックスから生まれたシステム思考（システムズシンキング）では、数値シミュレーションによらず図示した構造からその特徴の把握を行ったり、ラフな振舞の予想をする。

## 日本の研究者
日本では1960年代初頭から研究書・論文が現れている。旧くは島田俊郎(明治大学名誉教授)がおり、他に多くの研究者が専門書・入門書を公刊している。日本でこの分野の国際学会が開かれたのは1995年で、学習院大学経済学部の森田道也・田中伸英がその中核を担った。現在では田中伸英の門下である高橋裕(専修大学商学部)や山口薫 (経済学者)が活発に成果を発表している。